# Camilo Mancilla
Camilo Mancilla (Guachené, Cauca, Colombia; 26 de marzo de 1993) es un futbolista colombiano. Juega de defensa y Centrocampista, actualmente juega en el Cibao Fútbol Club de la Liga Dominicana de Futbol.

## Clubes
| Club                 | País                 | Año                 | Partidos | Goles |
| -------------------- | -------------------- | ------------------- | -------- | ----- |
| Atlético Huila       | Colombia             | 2012 - 2014         | 31       | 1     |
| Uniautónoma          | Colombia             | 2015                | 16       | 0     |
| La Equidad           | Colombia             | 2016 - 2017         | 53       | 2     |
| Envigado F. C.       | Colombia             | 2018                | 33       | 3     |
| Atlético Bucaramanga | Colombia             | 2019                | 31       | 1     |
| Alianza Petrolera    | Colombia             | 2020                | 1        | 0     |
| Deportivo Binacional | Perú                 | 2020 - 2021         | 47       | 1     |
| Once Caldas          | Colombia             | 2022                | 11       | 0     |
| Alianza FC           | El Salvador          | 2023-2024           | 15       | 0     |
| Cibao FC             | República Dominicana | 2025- Actualidad    | 0        | 0     |
|                      | Total en su carrera  | Total en su carrera | 238      | 8     |